# Terry Butler
Terry Butler (nacido en noviembre de 1967 en Tampa, Florida, Estados Unidos) es el actual bajista de las bandas de death metal Obituary, Massacre y Left to Die. También fue un miembro de Six Feet Under y Death. Aparece como coautor de los álbumes Spiritual Healing y Leprosy, y el líder de la banda Chuck Schuldiner afirmó que también contribuyó en las letras de las canciones del último álbum de Death.
Está casado y tiene tres hijos, y su cuñado es Greg Gall, excompañero de banda.
Antes de unirse a Six Feet Under, estuvo en Massacre con Rick Rozz, con el que tocó también en Death en la época de Leprosy. En una entrevista, dijo: "Prefiero ser popular en el underground, que es desconocido en el mainstream."
A finales de 2011 se anunció que Butler estaba reformando Massacre con su anterior compañero de banda en Massacre Rick "Rozz" DeLillo, con la intención de obtener un contrato de grabación, grabar un nuevo álbum, y hacer giras internacionales. La banda se presentó en el crucero "70000 Tons of Metal" en enero de 2012 y posteriormente acuerdo con Century Media Records.

## Discografía

### Obituary
- Inked in Blood (2014)
- Obituary (2017)
- Dying of Everything (2023)

### Six Feet Under
- Haunted (1995)
- Alive and Dead (1996)
- Warpath (1997)
- Maximum Violence (1999)
- Graveyard Classics (2000)
- True Carnage (2001)
- Bringer of Blood (2003)
- Graveyard Classics 2 (2004)
- 13 (2005)
- Commandment (2007)
- Death Rituals (2008)
- Graveyard Classics 3 (2010)

### Massacre
- From Beyond (1991)
- Inhuman Condition (1992)

### Death
- Leprosy  (1988)
- Spiritual Healing  (1990)